# 單演系統
在經典力學裏，單演系統（monogenic system）是最常使用的物理系統之一。這是因為單演系統提供了一個非常理想的系統，使得物理學家能夠發展與檢查嶄新的構想與理論。單演系統具有優良的數學性質，非常適合作數學分析，是任何物理理論研究的起始點。
假若在一個物理系統裏，除了約束力以外，所有的作用力都是純量廣義位勢函數的導數，而此廣義位勢函數的參數是廣義坐標，廣義速度，或時間，則稱此系統為單演系統。
在單演系統裏，除了約束力以外，所有的廣義力{\displaystyle {\mathcal {F}}_{i}\,\!}與廣義位勢{\displaystyle {\mathcal {V}}(q_{1},\ q_{2},\ \dots ,\ q_{N},\ {\dot {q}}_{1},\ {\dot {q}}_{2},\ \dots ,\ {\dot {q}}_{N},\ t)\,\!}的關係式可以表達為
{\displaystyle {\mathcal {F}}_{i}=-{\frac {\partial {\mathcal {V}}}{\partial q_{i}}}+{\frac {d}{dt}}\left({\frac {\partial {\mathcal {V}}}{\partial {\dot {q_{i}}}}}\right)\,\!}；
其中，{\displaystyle q_{i}\,\!}是廣義坐標，{\displaystyle {\dot {q_{i}}}\,\!}是廣義速度，{\displaystyle t\,\!}是時間。
- 假若一個單演系統的廣義位勢只跟廣義坐標有關，則此系統是保守系統。廣義力與廣義位勢的關係是

{\displaystyle {\mathcal {F}}_{i}=-{\frac {\partial {\mathcal {V}}}{\partial q_{i}}}\,\!}；
- 拉格朗日力學時常涉及單演系統。單演系統是一種比較有規律的系統，比較容易作理論分析。假若一個物理系統是完整系統與單演系統，則可以從達朗貝爾原理導引出拉格朗日方程式，也可以從哈密頓原理導引出拉格朗日方程式[1]。

## 參閱
- 拉格朗日力學
- 哈密頓力學
- 完整系統
- 定常系統
- 保守系統